# Mariquita (bailarina)
Mariquita, también conocida como Madame Mariquita, (1838/41-5 de octubre de 1922) fue una bailarina argelina que hizo su carrera en Francia y más tarde se convirtió en una exitosa coreógrafa y maestra de ballet en varios teatros de París desde la década de 1870 hasta 1920. Aunque más conocida por su trabajo en la Opéra-Comique, donde fue pionera en la modernización del ballet francés durante los años 1900 y 1910, También organizó ballets populares y divertimentos para teatros de bulevar y salas de música a lo largo de su vida. Muy prolífica, creó casi 300 ballets en un período de 50 años. Si bien su vida y su trabajo no están bien documentados en la historia del ballet moderno, los contemporáneos la consideraban una de las mejores coreógrafas de su época, y la elogiaban como la "Fokine francesa", "el modelo de los coreógrafos" y “la más artística de todas las maestras de baile”.

## Biografía

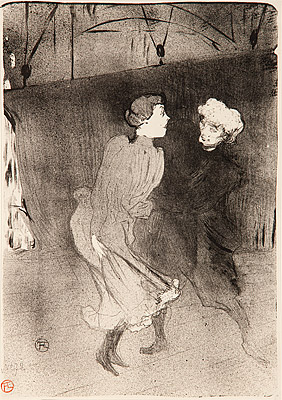
Emilienne d'Alençon y Mariquita, litografía de Toulouse-Lautrec (1893).

Poco se sabe sobre los primeros años de vida de Mariquita. Nació cerca de Argel, probablemente entre 1838 y 1840. Se dice que una bailarina la encontró cuando era pequeña junto a una fuente cerca de Aumale en Argelia. Aprendió a bailar incluso antes de saber leer.
Después de la muerte de su madre adoptiva, Mariquita fue traída a París por un empresario. Debutó en París en 1845 en una producción de vodevil en el Théâtre des Funambules a la edad de siete u ocho años, bajo el nombre artístico de “Fanny”. En 1855, Jacques Offenbach le ofreció un contrato en su recién inaugurado Théâtre des Bouffes-Parisiens. Durante la década de 1850, también pudo haber recibido formación en danza clásica del primer bailarín, Antoine Paul, y en 1858 se unió al cuerpo de ballet de la Ópera con el rango de sujet de la danse, pero solo permaneció dos meses a pesar de incurrir en una multa por rescindir prematuramente su contrato. De la Ópera pasó a Madrid, donde bailó como primera bailarina.
Hacia 1860, regresa a París y baila en las espectaculares féeries de la Porte-Saint-Martin, donde permanece quince años. Mientras estuvo allí, creó papeles para Biche au bois, Le Pied du mouton, La Fée aux chèvres y Le tour du monde en 80 jours, entre otros. Durante este tiempo, también bailó para otros teatros, incluido el Théâtre des Variétés y el Folies Bergère.
El primer trabajo como coreógrafa fue para el Skating de la Rue Blanche, que contaba con un pequeño teatro. También comenzó a coreografiar en el Folies-Bergère, colaborando con el director y compositor Olivier Métra en obras como Les Fausses almées, Les Papillons noirs, Les Joujoux y Les Faunes. En 1880, su trabajo consistía casi exclusivamente en coreografía y enseñanza: trabajó como maestra de ballet para el Châtelet y arregló divertimentos para el Skating de la Rue Blanche y la Gaîté-Lyrique. La Gaîté finalmente le ofreció el puesto de maestra de ballet, y permaneció en ese puesto durante más de veinte años hasta principios del siglo XX, coreografiando obras como Le Grand Mogol, Les Cloches de Corneville, La Fille de Madame Angot, La Poupée, La Jolie Parfumeuse y Mam'zelle Quat'sous. En 1890, mientras aún trabajaba como maestra de ballet de la Gaîté, se le ofreció un puesto como maestra de ballet en el Folies Bergère. Permaneció allí hasta 1913, coreografiando casi todos los 50 ballets del teatro durante ese período.
Fue contratada por Albert Carré como maestra de ballet en la Opéra-Comique en 1898, donde permaneció hasta 1920, creando unos 60 espectáculos, mientras continuaba su papel como directora de danza en el Folies Bergère. Carré informó que "conocía las danzas de todos los períodos y de todos los países". Durante su permanencia en la Opéra-Comique, Mariquita y Carré formaron un cuerpo de ballet respetado como "el más artístico de París".
Con una gran demanda durante las décadas de 1890 y 1910, fue aclamada a nivel nacional e internacional como coreógrafa. En 1900, fue nombrada directora coreográfica del Palais de la Dance en la Exposition Universelle. Continuó trabajando hasta que se enfermó alrededor de los 80 años. Se retiró el 16 de abril de 1920 tras una velada a la que asistieron los principales artistas de la época, completando una carrera de más de 70 años. Murió el 5 de octubre de 1922.
Según Cléo de Mérode, a pesar de su pequeño tamaño, Mariquita era una figura imponente, siempre erguida para no disminuir su altura. Dondequiera que iba, llevaba consigo sus impertinentes y su abanico. Siempre sostenía su abanico en la mano derecha, usándolo como batuta de director.

## Estilo

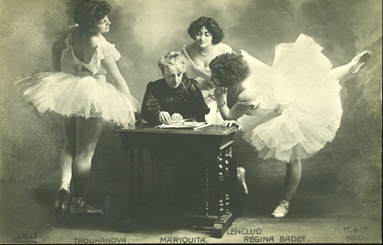
Mariquita (sentada) con Natalia Trouhanova, Marthe Lenclud y Regina Badet.

El estilo coreográfico de Mariquita es difícil de precisar; su enfoque se adaptó con el tiempo y dependiendo del lugar. Era experta en combinar una variedad de bailes, incluidos bailes de personajes, bailes históricos, ballet clásico, mimo dramático, bailes de music-hall, bailes lascivos y cuadros visuales. Su coreografía de danza popular fue innovadora, quizás porque los lugares populares permitieron una mayor flexibilidad y experimentación. Sus trabajos en el Folies Bergère fueron particularmente creativos, alejándose de la pantomima-ballet posromántica. En su coreografía de music-hall, a menudo priorizaba el espectáculo y la danza de personajes sobre el ballet clásico, y usaba parodias, vestimenta contemporánea y una mezcla de formas de danza académicas y populares, características que se convertirían en parte del ballet moderno.
Hizo muchos cambios para modernizar el ballet tradicional, cuyo estancamiento criticó públicamente. En 1901, afirmó que el ballet “había dado paso al llamado virtuosismo” y que “el espectáculo estaba matando al ballet”. Se le atribuye ser la primera en evitar el tutú tradicional, que pensaba que era "grotesco", y en eliminar las rutinas de gimnasia del ballet clásico. Al no gustarle las formas académicas del ballet clásico, se alejó de los pasos y las poses estandarizados y, en cambio, promovió un estilo de baile más moderno con una interpretación más libre de la música.
Fue en parte un deseo de romper con las tradiciones del ballet clásico lo que la llevó a experimentar con la danza de inspiración griega antigua en la Opéra-Comique. Aunque comenzó a experimentar con este estilo en lugares populares ya en 1897, su coreografía de danza griega más famosa fue realizada para la Opéra-Comique: producciones de Gluck 's Orphée (1899), Iphigénie en Tauride (1900), Alceste (1904), e Iphigénie en Aulide (1907), Endymion et Phoébé de Thomé (1906), Afrodita de Erlanger (1906) y la ópera-ballet La Danseuse de Pompei de Nouguès (1912). Probablemente basándose en reconstrucciones académicas de la danza griega de la década de 1880, así como en representaciones erótico-exóticas populares, estas coreografías utilizaron la antigüedad como un telón de fondo exótico para espectáculos con un atractivo masivo. En la década de 1910, había convertido la Opéra-Comique en un centro de coreografía innovadora.

## Coreografía
Uno de los aspectos más sorprendentes de su carrera fue su habilidad para coreografiar para lugares populares, incluso mientras trabajaba para instituciones de "arte elevado". Fue una de las coreógrafas más prolíficas de su tiempo. A lo largo de su carrera, Mariquita coreografió más de 280 obras, incluidos casi 30 ballets y divertimentos de ópera en la Opéra-Comique.
Hay registros de que coreografió los siguientes espectáculos:
| Fecha de estreno | Título                            | Teatro                                                   | Compositor                                            | Libretista                                 |
| ---------------- | --------------------------------- | -------------------------------------------------------- | ----------------------------------------------------- | ------------------------------------------ |
| 1876             | Les Joujoux                       | Théâtre des Folies-Bergères                              | Olivier Métra                                         |                                            |
| 1884             | Le Grand Mogol                    | Théâtre des Folies-Bergères                              | Edmond Audran                                         | Henri Chivot; Alfred Duru                  |
| 1890             | Une Répétition aux Folies-Bergère | Théâtre des Folies-Bergères                              | Louis Desormes                                        | Mme. Mariquita                             |
| 1893             | Fleur de Lotus                    | Théâtre des Folies-Bergères                              | Louis Desormes                                        | Armand Silvestre                           |
| 1893             | L'Escarmouche                     | Théâtre des Folies-Bergères                              |                                                       |                                            |
| 1893             | L'Arc-en-ciel                     | Théâtre des Folies-Bergères                              | Alfred Dubruck                                        | Amédée Moreau                              |
| 1894             | Émilienne aux Quat'z'Arts         | Théâtre des Folies-Bergères                              | Louis Desormes                                        | Georges Courteline; Louis Marsolleau       |
| 1894             | Les Demoiselles du XXe siècle     | Théâtre des Folies-Bergères                              | Louis Desormes                                        | Abel Marcklein; Amédée Moreau              |
| 1894             | Merveilleuses et gigolettes       | Théâtre des Folies-Bergères                              | Louis Ganne                                           | Jules Jouy; Jacques Lemaire                |
| 1895             | La Princesse Idaea                | Théâtre des Folies-Bergères                              | Louis Varney                                          | Amédée Moreau                              |
| 1895             | La Belle et la bête               | Théâtre des Folies-Bergères                              | Edmond Diet                                           | Richard O'Monroy (de Saint-Geniès)         |
| 1896             | Les Cygnes                        | Théâtre des Folies-Bergères                              | Georges Jacobi                                        | Joseph Hansen                              |
| 1896             | L'Araignée d'or                   | Théâtre des Folies-Bergères                              | Edmond Diet                                           | Jean Lorrain                               |
| 1896             | Chez le couturier                 | Théâtre des Folies-Bergères                              | Victor Roger                                          | Paul Louis Flers                           |
| 1896             | Les Cloches de Corneville         | Théâtre de la Gaîté                                      | Robert Planquette                                     | Louis Clairville; Charles Gabet            |
| 1897             | Phryné                            | Théâtre des Folies-Bergères                              | Louis Ganne                                           | Auguste Germain                            |
| 1897             | Sports                            | Théâtre des Folies-Bergères                              | Gustave Goublier (1.ª escena); M. Holzer (2.ª escena) | P. L. Flers                                |
| 1898             | L'Enlèvement des Sabines          | Théâtre des Folies-Bergères                              | Paul Marcelles                                        | Adrien Vély; Charles Dutreil               |
| 1899             | La Princesse au sabbat            | Théâtre des Folies-Bergères                              | Louis Ganne                                           | Jean Lorrain                               |
| 1899             | Cendrillon                        | Théâtre de l'Opéra-Comique                               | Jules Massenet                                        | Henri Caïn                                 |
| 1899             | Javotte                           | Théâtre de l'Opéra-Comique                               | Camille Saint-Saëns                                   | Jean-Louis Croze                           |
| 1899             | Orphée (reposición)               | Théâtre de l'Opéra-Comique                               | Christoph Willibald Gluck                             | Pierre-Louis Moline                        |
| 1900             | Cythère                           | Théâtre des Folies-Bergères                              | Louis Ganne                                           | Auguste Germain                            |
| 1900             | Madame Bonaparte                  | Théâtre des Folies-Bergères                              | Georges Pfeiffer                                      | Thierry Lemoine                            |
| 1900             | Terpsichore                       | Palais de la Danse, Exposición Universal de París (1900) | Léo Pouget                                            |                                            |
| 1900             | L'heure du berger                 | Palais de la Danse, Exposición Universal de París        | Louis Ganne                                           | Gaston Arman de Caillavet; Robert de Flers |
| 1900             | Iphigénie en Tauride (reposición) | Teatro Nacional de la Opéra-Comique                      | Christoph Willibald Gluck                             | François-Louis Gand Le Bland Du Roullet    |
| 1901             | Napoli                            | Théâtre des Folies-Bergères                              | Franco Alfano                                         | Paul Milliet                               |
| 1901             | Lorenza                           | Théâtre des Folies-Bergères                              | Franco Alfano                                         | Rudolphe Darzens                           |
| 1904             | Cigale                            | Théâtre de l'Opéra-Comique                               | Jules Massenet                                        | Henri Caïn                                 |
| 1904             | Alceste (reposición)              | Théâtre de l'Opéra-Comique                               | Christoph Willibald Gluck                             | François-Louis Gand Le Bland Du Roullet    |
| 1906             | Aphrodite                         | Théâtre de l'Opéra-Comique                               | Camille Erlanger                                      | Louis de Gramont                           |
| 1906             | Endymion et Phoébé                | Théâtre de l'Opéra-Comique                               | Francis Thomé                                         |                                            |
| 1907             | Iphigénie en Aulide (reposición)  | Théâtre de l'Opéra-Comique                               | Christoph Willibald Gluck                             | François-Louis Gand Le Bland Du Roullet    |
| 1910             | Les Lucioles                      | Théâtre de l'Opéra-Comique                               | Claude Terrasse                                       |                                            |
| 1911             | Stella                            | Théâtre des Folies-Bergères                              | Claude Terrasse                                       | René Louis; Mme. Mariquita                 |
| 1912             | La danseuse de Pompei             | Théâtre de l'Opéra-Comique                               | Jean Nouguès                                          | Henri Caïn; Henry Ferrare                  |
| 1913             | Montmartre                        | Théâtre des Folies-Bergères                              | Auguste Bosc                                          | Adolphe Willette                           |
| 1919             | La boîte à joujoux                | Théâtre Vaudeville                                       | Claude Debussy (arreglos orquestales de André Caplet) |                                            |

## Legado
En los años posteriores a su muerte, fue olvidada de la historia de la danza. En vida, fue muy apreciada como bailarina, maestra y coreógrafa. Como bailarina, fue respetada como una de las mejores bailarinas de carácter de la época, pero también como bailarina técnicamente hábil. El bailarín inglés Edouard Espinosa la catalogó como una de “las grandes primeras bailarinas estrellas” de Francia. Como maestra de ballet y coreógrafa, fue elogiada por otros artistas parisinos como Jules Massenet, Louis Delluc, Pierre-Barthélémy Gheusi, y Albert Carré. Tras su muerte, sus contemporáneos le atribuyeron el inicio de una nueva era del ballet, particularmente a través de su coreografía de inspiración griega de 1899-1912.